# Timmerö, Ingå
Timmerö är en ö i Finland.   Den ligger i kommunen Ingå i landskapet Nyland, i den södra delen av landet, 60 km sydväst om huvudstaden Helsingfors.